# Hilton Village
Hilton Village est un quartier de style « village anglais » situé à Newport News, en Virginie, aux États-Unis.